# Twelve Thirty (Young Girls Are Coming to the Canyon)
"Twelve Thirty (Young Girls Are Coming to the Canyon)", ook bekend als "Twelve Thirty", is een nummer van de Amerikaanse band The Mamas and the Papas. Het nummer verscheen op hun album The Papas & The Mamas uit 1968. In augustus 1967 werd het nummer uitgebracht als de eerste single van het album.

## Achtergrond
"Twelve Thirty (Young Girls Are Coming to the Canyon)" is geschreven door groepslid John Phillips en geproduceerd door Lou Adler. Phillips schreef het nummer nadat de band in 1965 naar het zuiden van Californië was verhuisd. Het nummer is geïnspireerd door Laurel Canyon, een wijk in Los Angeles. De verteller van het nummer woonde lange tijd in het "donkere en vieze" New York, waar een kapotte kerklok stilstond om half een (12:30). Phillips en zijn toenmalige vrouw Michelle hadden een moeilijke relatie en hij vergeleek deze periode met het verblijf in "de Canyon".
"Twelve Thirty (Young Girls Are Coming to the Canyon)" verscheen voor het eerst op het compilatiealbum Farewell to the First Golden Era. Dit album verscheen nadat de band al enige tijd geen nieuwe muziek meer had uitgebracht. Platenmaatschappij Dunhill Records wilde dat de groep in de spotlight bleef staan en stelde het compilatiealbum samen. "Twelve Thirty", een van de weinige nummers voor The Papas & The Mamas die al afgemaakt was, werd toegevoegd om de fans toch nieuw materiaal te geven. Het werd ook uitgebracht als single en bereikte de twintigste plaats in de Amerikaanse Billboard Hot 100. In de Britse UK Singles Chart kwam het tot plaats 51, terwijl het in Nieuw-Zeeland het meeste succes had met een elfde plaats als hoogste notering. In Nederland kwam de single tot de zeventiende plaats in de Top 40.
"Twelve Thirty (Young Girls Are Coming to the Canyon)" werd in 2018 gebruikt in de film Bad Times at the El Royale en speelde in 2019 een belangrijke rol in de film Once Upon a Time in Hollywood, waarin leden van The Mamas and the Papas als personages voorkomen. Covers van het nummer werden gemaakt door onder meer Gábor Szabó and the California Dreamers en Scott McKenzie.

## Hitnoteringen

### Nederlandse Top 40
| Hitnotering: 14-10-1967 t/m 25-11-1967 | Hitnotering: 14-10-1967 t/m 25-11-1967 | Hitnotering: 14-10-1967 t/m 25-11-1967 | Hitnotering: 14-10-1967 t/m 25-11-1967 | Hitnotering: 14-10-1967 t/m 25-11-1967 | Hitnotering: 14-10-1967 t/m 25-11-1967 | Hitnotering: 14-10-1967 t/m 25-11-1967 | Hitnotering: 14-10-1967 t/m 25-11-1967 | Hitnotering: 14-10-1967 t/m 25-11-1967 |
| Week                                   | 1                                      | 2                                      | 3                                      | 4                                      | 5                                      | 6                                      | 7                                      |                                        |
| -------------------------------------- | -------------------------------------- | -------------------------------------- | -------------------------------------- | -------------------------------------- | -------------------------------------- | -------------------------------------- | -------------------------------------- | -------------------------------------- |
| Nummer                                 | 34                                     | 19                                     | 18                                     | 17                                     | 17                                     | 24                                     | 32                                     | uit                                    |

### NPO Radio 2 Top 2000
| Nummer met noteringen in de NPO Radio 2 Top 2000 | '00  | '01  | '02  | '03  | '04  | '05  | '06  | '07  | '08  | '09  | '10  | '11  |
| ------------------------------------------------ | ---- | ---- | ---- | ---- | ---- | ---- | ---- | ---- | ---- | ---- | ---- | ---- |
| Twelve Thirty                                    | 1358 | 1219 | 1300 | 1980 | 1606 | 1710 | 1615 | 1871 | 1665 | 1556 | 1632 | 1949 |

1. ↑  Een vetgedrukt getal geeft de hoogste notering aan.
2. ↑  2000 was het eerste jaar met een notering voor dit nummer.
3. ↑  Deze tabel is bijgewerkt tot en met de laatste editie (2024).